# 10 Dywizja Lotnictwa Myśliwskiego
10 Dywizja Lotnictwa Myśliwskiego Obrony Przeciwlotniczej (10 DLM OPL) – związek taktyczny lotnictwa myśliwskiego ludowego Wojska Polskiego.

## Formowanie i zmiany organizacyjne
Dywizja organizowana była w ramach dwuletniego planu przyspieszonego rozwoju wojska. Na podstawie rozkazu ministra obrony narodowej nr 0036/Org. z 7 kwietnia 1951 roku, w Słupsku rozpoczęto tworzyć dowództwo dywizji. Etat nr 6/124 dowództwa dywizji przewidywał 99 żołnierzy zawodowych i 5 kontraktowych.
Wobec załamania się planu przyspieszonego rozwoju wojsk, rozkazem MON nr 0078/Org. z 19 listopada 1952 roku wprowadzono nową organizację dywizji posiadającą tylko dwa pułki lotnictwa myśliwskiego.
Rozkazem nr 0054/Org. z 6 lipca 1957 roku, minister obrony narodowej polecił dowódcy Wojsk Lotniczych i Obrony Przeciwlotniczej sformować Dowództwo 2 Korpusu Obrony Przeciwlotniczej Obszaru Kraju na bazie Dowództwa 10 Dywizji Lotnictwa Myśliwskiego OPL.

## Struktura organizacyjna
W skład 10 DLM OPL miały wchodzić następujące jednostki:
- Dowództwo 10 Dywizji Lotnictwa Myśliwskiego OPL
- 23 pułk lotnictwa myśliwskiego OPL
- 25 pułk lotnictwa myśliwskiego OPL
- 28 pułk lotnictwa myśliwskiego OPL
- 83 kompania łączności
- 50 Ruchome Warsztaty Remontu Lotnictwa

Po zmianach w 1952 roku w skład 10 DLM OPL weszły następujące jednostki:
- Dowództwo 10 Dywizji Lotnictwa Myśliwskiego OPL
- 25 pułk lotnictwa myśliwskiego OPL
- 28 pułk lotnictwa myśliwskiego OPL
- 83 kompania łączności
- 50 Ruchome Warsztaty Remontu Lotnictwa
- pluton fotograficzny 10 DLM OPL

W 1955 roku w skład dywizji wchodził 11 Pułk Lotnictwa Myśliwskiego OPL.

## Dowódcy dywizji
- ppłk pil. Paweł Babunow (1952 -1954)
- ppłk pil. Stanisław Tanana (1954 -1956)
- ppłk pil. Franciszek Kamiński (X 1956 - XI 1957)